# Christian Siegfried von Plessen

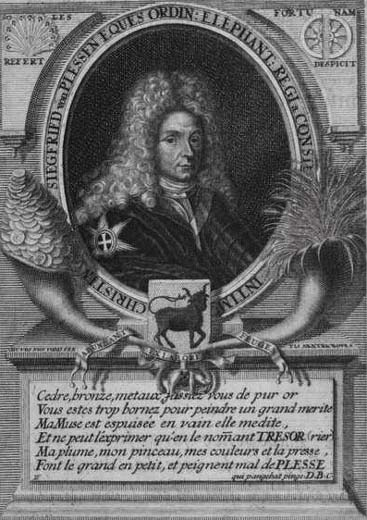
Christian Siegfried von Plessen

Christian Siegfried von Plessen (* 1646; † 22. Januar 1723 in Hamburg) war Hofmarschall, Oberkämmerer, Geheimer Rat und Präsident der Rentenkammer beim dänischen Hof.

## Familie
Christian Siegfried von Plessen stammte aus dem ursprünglich edelfreien mecklenburg-holsteinischen Adelsgeschlecht von Plessen; er wurde als Sohn des Landrats und Hofmeisters des mecklenburgischen Prinzen Christian Ludwig (II.), Daniel von Plessen (* 3. Januar 1606; † 8. März 1672), und der Dorothea Eleonore von Plessen, geb. von Blumenthal (* um 1614; † nach 1685) geboren. Plessen war dreimal verheiratet. In erster Ehe im Jahre 1673 mit Sophie Agnes von Lepel, † 1684; in zweiter Ehe im Jahre 1685 mit Klara Eleonore von Bülow, † 19. April 1689 und in letzter Ehe im Jahre 1692 mit Magdalena Hedwig von Halberstadt, † 14. Februar 1702. Aus diesen Ehen gingen insgesamt dreizehn Kinder hervor. Christian Siegfried von Plessen war der Vater von Christian Ludwig Scheel von Plessen und Karl Adolf von Plessen, die aus der ersten Ehe stammten und die dänische Karriere ihres Vaters fortsetzten.
Ein Porträt von ihm befindet sich auf Schloss Frederiksborg.

## Beruflicher Werdegang
Christian Siegfried von Plessen befand sich von 1663 bis 1666 auf der Ritterakademie in Lüneburg. Ab 1670 war er bei der Landesregierung in Schwerin beschäftigt und wurde dort im Jahre 1673 Kanzlei- und Justizrat. Im Jahre 1678 schied er in Mecklenburg aus und trat in die Dienste Dänemarks. Er wurde dänischer Oberkammerherr, Rat und Hofmarschall des Prinzen Georg (Jørgen), den er 1683 nach London zu seiner Vermählung mit Anne Stuart, späteren Königin Anne, begleitete. Zunächst Administrator des Amts Vordingborg war er ab dem Jahre 1680 Amtmann des Amts Vordingborg; von 1683 bis 1689 wurde er Amtmann des Amts Fehmarn. Im Jahre 1683 wurde er zum dänischen Geheimen Rat ernannt, in den Jahren 1685 und 1689 in diplomatischer Mission nach London delegiert. 1692 wurde er Präsident der dänischen Rentkammer mit Sitz und Stimme im Geheimen Konseil. 1695 führte er Prinzessin Louise von Mecklenburg-Güstrow zu ihrer Vermählung mit Kronprinz Frederik von Dänemark, dem späteren König Frederik von Dänemark, nach Kopenhagen. Von 1696 bis 1698 war er dänischer Gesandter bei den Verhandlungen zum Frieden von Rijswijk. Nach einer weiteren Stellung als Amtmann des Amts Moen wurde er im Jahre 1700 als Präsident der Rentenkammer aus dem dänischen Staatsdienst verabschiedet. Bis 1714 befand er sich dann noch weiter in Diensten des Prinzen Jørgen. 
Plessen besaß die Güter Walloe, Gonderup, Billesburg und Glorup auf Fünen in Dänemark und Hoikendorf, Manderow, Barendorf, Harkensee, Parin, Rolofshagen, Kussow und Gutow in Mecklenburg. 1708 verkaufte er einen Teil des ausgedehnten Familienbesitzes im Klützer Winkel; die Güter Parin, Rolofshagen (mit dem Patronat über die St.-Thomas-Kirche (Damshagen)), Kussow und Gutow an den Oberstallmeister Hartwig von Bülow († 1729), seinen Nachbarn. Die herzogliche Bestätigung des Kontraktes erfolgte 1712.
Er wurde in der von ihm erworbenen Familien-Grabkapelle in  der St.-Petri-Kirche (Kopenhagen) beigesetzt.

## Auszeichnungen
- 1684 Weiß-Ritter
- 1695 Ritter des Elefanten-Ordens.